# Лесковац
Лѐсковац или Лѐсковъц (изписване до 1945 година: Лѣсковецъ, на сръбски: Лесковац или Leskovac), е град в Югоизточна Сърбия, административен център на Ябланишки окръг и град Лесковац.
Разположен е в Лесковската котловина и е сред центровете на Поморавието. Според преброяването на населението през 2011 г. Лесковац има 60 288 жители, което го прави втория по големина град в Югоизточна Сърбия след Ниш.

## География
Град Лесковац се намира в подножието на хълма Хисар, в централната част на Лесковачката котловина. През града преминава малката река Ветерница. Средната годишна температура е 13,1 градуса. През Лесковац преминават важните транспортни коридори: жп линията Белград – Скопие – Солун, както и магистралата Белград – Солун.
Лесковската котловина е обградена от планините Бабичка гора (1098 м), Селичевица (903 м) и Крушевица (913 м). На запад се намират планините Радан (1409 м) и Чемерник (1638 м).

## История
През втората половина на XIX век български учител в града е Симеон Антонов.
Според етнографската карта от 1877 – 1878 г. на немския дипломат Карл Закс, жителите на Лесковац по това време са българи екзархисти.
При избухването на Балканската война в 1912 г. 4 души от Лесковац са доброволци в Македоно-одринското опълчение.
По време на Първата световна война (1915 – 1918) от 16 октомври 1915 градът е под български контрол. Според някои данни към 1917 година има население от 15 000 души, а според други – 16 000 души. Край града са погребани 321 български войници и офицери от Първата световна война.

## Лесковац днес
Лесковац днес е център на Ябланишкия окръг, в чийто състав са също и общините Бойник, Медведжа, Лебане, Власотинци и Църна трава, както и селищата Вуче, Гърделица, Сияринска баня.
Макар и сериозно изостанал в икономически план, Лесковац продължава да бъде административен, културен и образователен център на Ябланишкия окръг, в който има много основни и средни училища, разположени са 2 висши (икономическо и текстилно) училища и Технологическият факултет на Нишкия университвет.
Градът е известен и със своята т. нар. Лесковашка скара. Там ежегодно през септември се провежда „Роштилиада“ – празник на лесковашката скара, който се посещава от около 250 000 души всяка година.

## Личности
Родени в Лесковац
- Владимир Георгиев Лазаров (Лазарович, 1884 – ?), македоно-одрински опълченец, 1 рота на 10 прилепска дружина[9]
- Георги Здравков, доброволец в Сръбско-турската война от 1876 година в бригадата на генерал Черняев,[10] на 28 април 1877 година е зачислен в IV рота на I дружина[11]
- Йован Наумович (1879 – 1945), сръбски и югославски офицер, генерал;
- Милан Станков (Станкович, 1886 – ?), македоно-одрински опълченец, 2 рота на 5 одринска дружина, ранен[12]
- Мите Иванов (1893 – ?), македоно-одрински опълченец, 3 рота на 7 кумановска дружина[13]
- Светозар Димитров Стаменкович, македоно-одрински опълченец, Нестроева и 2 рота на 5 одринска дружина[14]
- Христо Н. Цанев (1856 – ?), български просветен деец
- Миодраг М. Илич (р. 1951), сръбски басист, текстописец, композитор, аранжор

Починали в Лесковац
- Псалтир Попантов (? – 1905), български просветен деец и революционер

## Побратимени градове
- Кюстендил, България
- Перник, България
- Пловдив, България
- Елин Пелин, България
- Силистра, България[15]